# Кубок Росії з футболу
Ку́бок Росі́ї з футбо́лу — щорічне змагання професійних футбольних клубів, яке проводить Російський Футбольний Союз. Проходить за системою «осінь-весна». Переможець кубка перед початком наступного сезону грає з чемпіоном Росії за Суперкубок Росії, а також до 2022 року отримував право виступити в Лізі Європи УЄФА.

## Формат змагань
Аматорські клуби та команди нижчих дивізіонів виступають на ранніх стадіях турніру. Команди Прем'єр-ліги стартують з 1/16 фіналу.
Кубок проходить за оліміпйською системою за якою учасник вибуває з турніру після програшу. Переможця виявляють в одному матчі, в разі нічиї призначають додатковий час. У випадку безрезультативного закінчення овертайму призначають серію післяматчеві пенальті.
Кубок проходить за системою «осінь-весна».
Від самого початку всі фінальні матчі проходили в столиці Росії Москві. З 2009 року його проводили в різних містах Росії, з 2022 року знову повернулись до Москви.

## Фінали
| Сезон     | Переможець                | Фіналіст                  | Рахунок        | Стадіон                          |
| --------- | ------------------------- | ------------------------- | -------------- | -------------------------------- |
| 1992/1993 | «Торпедо» (Москва)        | ЦСКА (Москва)             | 1-1 (пен. 5-3) | Лужники, Москва                  |
| 1993/1994 | «Спартак» (Москва)        | ЦСКА (Москва)             | 2-2 (пен. 4-2) | Лужники, Москва                  |
| 1994/1995 | «Динамо» (Москва)         | «Ротор» (Волгоград)       | 0-0 (пен. 8-7) | Лужники, Москва                  |
| 1995/1996 | «Локомотив» (Москва)      | «Спартак» (Москва)        | 3-2            | Динамо, Москва                   |
| 1996/1997 | «Локомотив» (Москва)      | «Динамо» (Москва)         | 2-0            | Торпедо, Москва                  |
| 1997/1998 | «Спартак» (Москва)        | «Локомотив» (Москва)      | 1-0            | Лужники, Москва                  |
| 1998/1999 | «Зеніт» (Санкт-Петербург  | «Динамо» (Москва)         | 3-1            | Лужники, Москва                  |
| 1999/2000 | «Локомотив» (Москва)      | ЦСКА (Москва)             | 3-2 (дод. час) | Динамо, Москва                   |
| 2000/2001 | «Локомотив» (Москва)      | ФК «Анжі»                 | 1-1 (пен. 4-3) | Динамо, Москва                   |
| 2001/2002 | ЦСКА (Москва)             | «Зеніт» (Санкт-Петербург) | 2-0            | Лужники, Москва                  |
| 2002/2003 | «Спартак» (Москва)        | ФК «Ростов»               | 1-0            | Локомотив, Москва                |
| 2003/2004 | «Терек» (Грозний)         | «Крила Рад» (Самара)      | 1-0            | Локомотив, Москва                |
| 2004/2005 | ЦСКА (Москва)             | ФК «Хімки»                | 1-0            | Локомотив, Москва                |
| 2005/2006 | ЦСКА (Москва)             | «Спартак» (Москва)        | 3-0            | Лужники, Москва                  |
| 2006/2007 | «Локомотив» (Москва)      | ФК «Москва»               | 1-0 (дод. час) | Лужники, Москва                  |
| 2007/2008 | ЦСКА (Москва)             | «Амкар» (Перм)            | 2-2 (пен. 4-1) | Локомотив, Москва                |
| 2008/2009 | ЦСКА (Москва)             | «Рубін» (Казань)          | 1-0            | Арена Хімки, Хімки               |
| 2009/2010 | «Зеніт» (Санкт-Петербург) | «Сибір» (Новосибірськ)    | 1-0            | Олімп-2, Ростов-на-Дону          |
| 2010/2011 | ЦСКА (Москва)             | «Аланія» (Владикавказ)    | 2-1            | Шинник, Ярославль                |
| 2011/2012 | «Рубін» (Казань)          | «Динамо» (Москва)         | 1-0            | Центральний, Єкатеринбург        |
| 2012/2013 | ЦСКА (Москва)             | «Анжи» (Махачкала)        | 1-1 (пен. 4-3) | Ахмат Арена, Грозний             |
| 2013/2014 | ФК «Ростов»               | «Краснодар» (Краснодар)   | 0-0 (пен. 6-5) | Анжи Арена, Каспійськ            |
| 2014/2015 | «Локомотив» (Москва)      | «Кубань» (Краснодар)      | 3-1 (дод. час) | Центральний, Астрахань           |
| 2015/2016 | «Зеніт» (Санкт-Петербург) | ЦСКА (Москва)             | 4-1            | Казань-Арена, Казань             |
| 2016/2017 | «Локомотив» (Москва)      | Урал                      | 2-0            | Фішт, Сочі                       |
| 2017/2018 | «Тосно»                   | Авангард (Курськ)         | 2-1            | Волгоград Арена, Волгоград       |
| 2018/2019 | «Локомотив» (Москва)      | Урал                      | 1-0            | Самара Арена, Самара             |
| 2019/2020 | «Зеніт»                   | «Хімки»                   | 1-0            | Єкатеринбург-Арена, Єкатеринбург |
| 2020/2021 | «Локомотив» (Москва)      | «Крила Рад» (Самара)      | 3-1            | Нижній Новгород, Нижній Новгород |
| 2021/2022 | «Спартак» (Москва)        | «Динамо» (Москва)         | 2-1            | Лужники, Москва                  |
| 2022/2023 | ЦСКА (Москва)             | «Краснодар»               | 1-1 (пен. 6-5) | Лужники, Москва                  |
| 2023/2024 | «Зеніт»                   | «Балтика»                 | 2-1            | Лужники, Москва                  |
| 2024/2025 | ЦСКА (Москва)             | «Ростов»                  | 0-0 (пен. 4-3) | Лужники, Москва                  |

## Досягнення клубів
| Клуб                      | Переможець | Роки                                                 | Фіналіст | Роки                   |
| ------------------------- | ---------- | ---------------------------------------------------- | -------- | ---------------------- |
| «Локомотив» (Москва)      | 9          | 1996, 1997, 2000, 2001, 2007, 2015, 2017, 2019, 2021 | 1        | 1998                   |
| ЦСКА (Москва)             | 9          | 2002, 2005, 2006, 2008, 2009, 2011, 2013, 2023, 2025 | 4        | 1993, 1994, 2000, 2016 |
| «Зеніт» (Санкт-Петербург) | 5          | 1999, 2010, 2016, 2020, 2024                         | 1        | 2002                   |
| «Спартак» (Москва)        | 4          | 1994, 1998, 2003, 2022                               | 2        | 1996, 2006             |
| «Динамо» (Москва)         | 1          | 1995                                                 | 4        | 1997, 1999, 2012, 2022 |
| ФК «Ростов»               | 1          | 2014                                                 | 2        | 2003, 2025             |
| «Рубін» (Казань)          | 1          | 2012                                                 | 1        | 2009                   |
| «Торпедо» (Москва)        | 1          | 1993                                                 | -        | -                      |
| «Терек» (Грозний)         | 1          | 2004                                                 | -        | -                      |
| «Тосно»                   | 1          | 2018                                                 | -        | -                      |
| «Анжи» (Махачкала)        | -          | -                                                    | 2        | 2001, 2013             |
| «Крила Рад» (Самара)      | -          | -                                                    | 2        | 2004, 2021             |
| «Урал»                    | -          | -                                                    | 2        | 2017, 2019             |
| ФК «Хімки»                | -          | -                                                    | 2        | 2005, 2020             |
| «Краснодар» (Краснодар)   | -          | -                                                    | 2        | 2014, 2023             |
| «Ротор» (Волгоград)       | -          | -                                                    | 1        | 1995                   |
| ФК «Москва»               | -          | -                                                    | 1        | 2007                   |
| «Амкар» (Перм)            | -          | -                                                    | 1        | 2008                   |
| «Сибір» (Новосибірськ)    | -          | -                                                    | 1        | 2010                   |
| «Аланія» (Владикавказ)    | -          | -                                                    | 1        | 2011                   |
| «Кубань» (Краснодар)      | -          | -                                                    | 1        | 2015                   |
| «Авангард» (Курськ)       | -          | -                                                    | 1        | 2018                   |
| «Хімки»                   | -          | -                                                    | 1        | 2020                   |
| «Балтика» (Калінінград)   | -          | -                                                    | 1        | 2024                   |